# Bertilo Wennergren
Bertilo Wennergren (Zweeds: Bertil Wennergren; 4 oktober 1957) is een Zweedse esperantist die momenteel in het Duitse dorp Schossin woont.
Hij spreekt Esperanto sinds 1980 en werd in 2001 lid van de Akademio de Esperanto. Hij is auteur van het uitgebreide grammaticaboek Plena Manlibro de Esperanta Gramatiko.
Hij was lid van de bands Amplifiki en Persone. In 2002 trouwde hij met de Duitse esperantist Birke Dockhorn.
Op 19 december 2006 riep het tijdschrift La Ondo de Esperanto hem uit tot esperantist van het jaar voor 2006, als erkenning voor zijn uitgebreide grammaticaboek.
Hij is de hoofdredacteur van de volgende editie van het Plena Ilustrita Vortaro de Esperanto.